# 和歌山県道182号境川金屋線
和歌山県道182号境川金屋線（わかやまけんどう182ごう さかいがわかなやせん）は、和歌山県有田郡有田川町を通る一般県道である。

## 概要
有田郡有田川町大字沼から有田郡有田川町大字金屋に至る。
全線にかけて狭隘路である。また、住宅地では地元住民が生活道路として利用しているが、山間部はガードレールが設置されていないなど比較的悪路となっている。
境川地区と旧金屋町中心部を相互に行き来する場合、国道480号を通行したほうが利便性が高い。
近年、拡幅事業が行われている区間もある。

### 路線データ
- 起点：和歌山県有田郡有田川町大字沼（国道480号交点）
- 終点：和歌山県有田郡有田川町大字金屋（丹後の森交差点、国道424号上、国道480号交点）
- 実延長：21.6 km

## 路線状況

### 重複区間
- 国道480号（有田郡有田川町大字二川）
- 国道424号（有田郡有田川町大字中野 - 有田郡有田川町大字金屋・丹後の森交差点（終点））

## 地理

### 通過する自治体
- 有田郡有田川町

### 交差する道路
| 交差する道路                     | 交差する場所 | 交差する場所          |
| -------------------------------- | ------------ | --------------------- |
| 国道480号                        | 大字沼       | 起点                  |
| 国道480号 重複区間起点           | 大字二川     |                       |
| 国道480号 重複区間終点           | 大字二川     |                       |
| 国道424号 重複区間起点           | 大字中野     |                       |
| 和歌山県道18号海南金屋線         | 大字中野     | 中野交差点            |
| 国道424号 重複区間終点 国道480号 | 大字金屋     | 丹後の森交差点 / 終点 |

### 沿線
- 有田川
- 城山郵便局
- 有田川町立小川小学校
- 有田川町立金屋中学校